# Palacio de Potocki (Leópolis)
El Palacio de Potocki (en ucraniano: палац Потоцьких, palats Pototskykh) fue construido en la década de 1880 en la ciudad de Leópolis (en la actual Ucrania) como un asiento urbano de Alfred Józef Potocki, Ministro-Presidente de Austria. No se escatimó en gastos para que fuese la residencia del mayor noble de la ciudad.
El arquitecto francés Louis de Verny diseñó el edificio con la intención de producir una imitación hipertrofiada de un "hôtel particulier" francés. Un entorno abierto, parecido a un parque se agregó para dar a la mansión un sentido de la profundidad.